# Rengershausen (Bad Mergentheim)

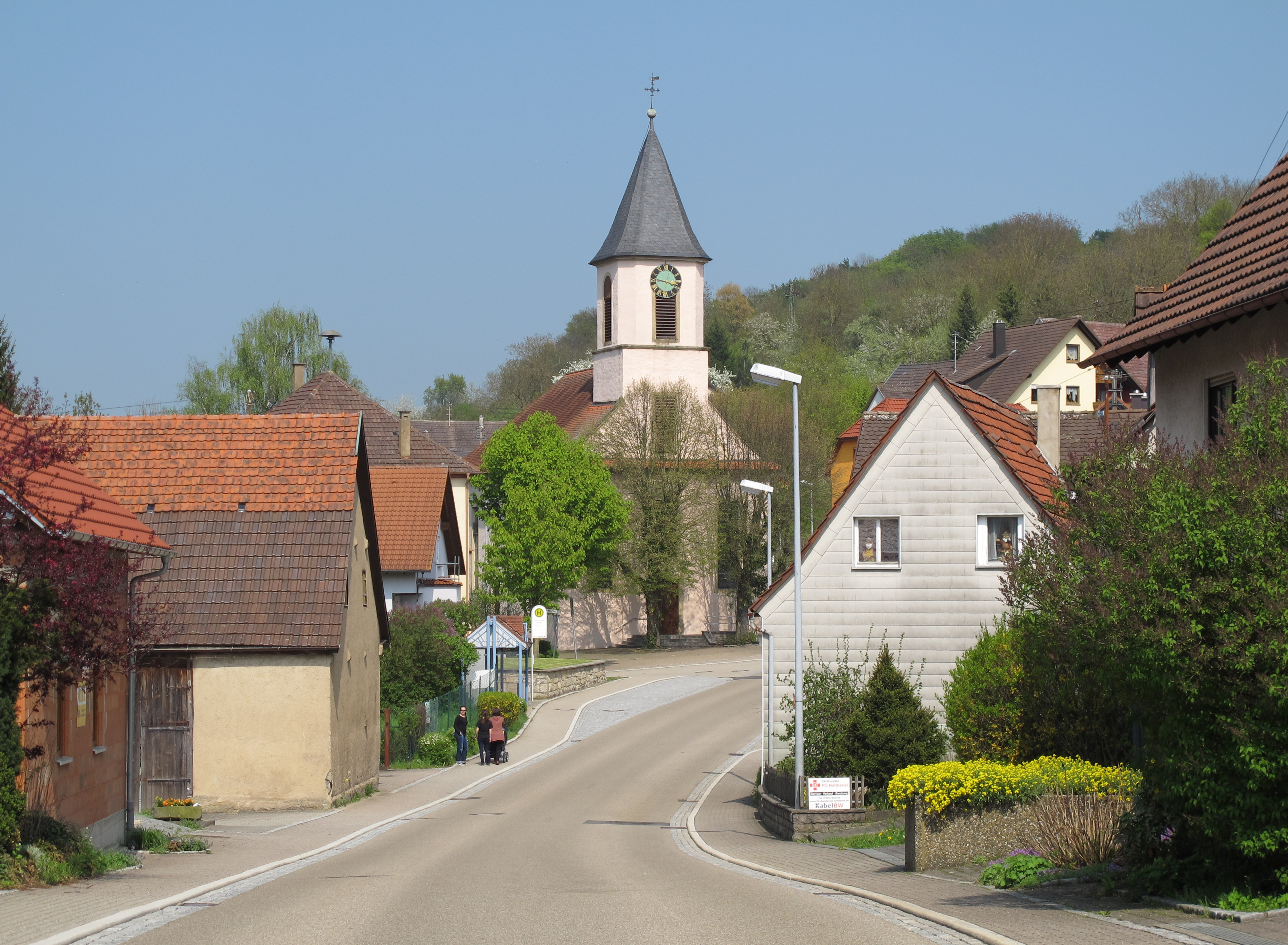
Ortsdurchfahrt in Rengershausen, 2013

Rengershausen ist ein Stadtteil von Bad Mergentheim im Main-Tauber-Kreis im Nordosten Baden-Württembergs.

## Geographie
Die Gemarkung des Ortes umfasst etwa 10,669 km². Das FFH-Gebiet Jagsttal Dörzbach-Krautheim ragt zu einem kleinen Teil auf die Gemarkung von Rengershausen.

## Geschichte
Der Ort wurde erstmals urkundlich als Reungershusen erwähnt.
Am 15. Februar 1972 wurde Rengershausen gemeinsam mit Stuppach in die Stadt Bad Mergentheim eingegliedert. Als am 1. Januar 1973 im Rahmen der baden-württembergischen Kreisreform der Landkreis Mergentheim aufgelöst wurde, gehörte Rengershausen in der Folge zum neu gebildeten Tauberkreis, der am 1. Januar 1974 seinen heutigen Namen Main-Tauber-Kreis erhielt.

## Kulturdenkmale
Im Ort befindet sich die Pfarrkirche St. Leonhard von 1792.